# Barlaam và Josaphat

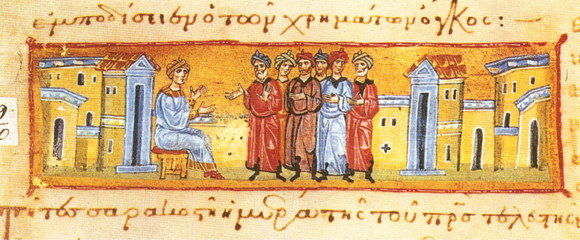
Một bức họa Kitô giáo mô tả thánh Giơhôsaphát, bản thảo thế kỷ XII

Balaam và Giơhôsaphát (tiếng Latinh: Barlamus et Iosaphatus) là những nhân vật trong truyền thống Kitô giáo. Câu chuyện của họ được cho là dựa trên cuộc đời được mô tả của đức Phật (gồm điển tích Du quán tứ môn và Thái tử xuất gia). Câu chuyện mô tả một vị vua Ấn Độ không chấp nhận đức tin Kitô giáo trong vương quốc của mình, nhưng các nhà chiêm tinh lại dự đoán con trai ông tương lai sẽ trở thành một người Cơ đốc giáo. Nhà vua nổi giận và cho giam lỏng hoàng tử trẻ Giơhôsaphát. Tuy nhiên, hoàng tử trẻ vẫn gặp gỡ tu sĩ Balaam và dần chuyển đổi sang niền tin Thiên Chúa. Sau nhiều cơn hoạn nạn của hoàng tử trẻ tuổi, vua cha đã chấp nhận đức tin Kitô giáo. Ông đã nhường lại ngai vàng của mình cho Giơhôsaphát và đi vào sa mạc để trở thành một ẩn sĩ. Đến lượt Giơhôsaphát sau đó cũng thoái vị và đi tu ẩn dật cùng với người thầy cũ của mình là Balaam. Câu chuyện được cho là hình thành từ khoảng từ thế kỷ thứ 2 đến thứ 4, bắt nguồn từ kinh văn tiếng Phạn của Phật giáo Đại thừa, thông qua một phiên bản kinh văn của Mani giáo, sau đó lại một lần bản địa hóa trong ngôn ngữ Ả Rập qua sách Bilawhar wa-Yudasaf (Sách của Bilawhar và Yudasaf), xuất hiện ở Baghdad trong thế kỷ thứ 8, từ nơi được du nhập vào Kitô giáo Trung Đông trước khi xuất hiện ở châu Âu. Truyền thống Chính thống giáo Đông phương ghi nhận lễ Balaam và Giơhôsaphát vào ngày 26 tháng 8. Trong truyền thống Công giáo La Mã, Balaam và Giơhôsaphát được Sổ bộ Các thánh Rôma (Martyrologium Romanum) công nhận là Tử đạo với ngày lễ vào ngày 27 tháng 11.

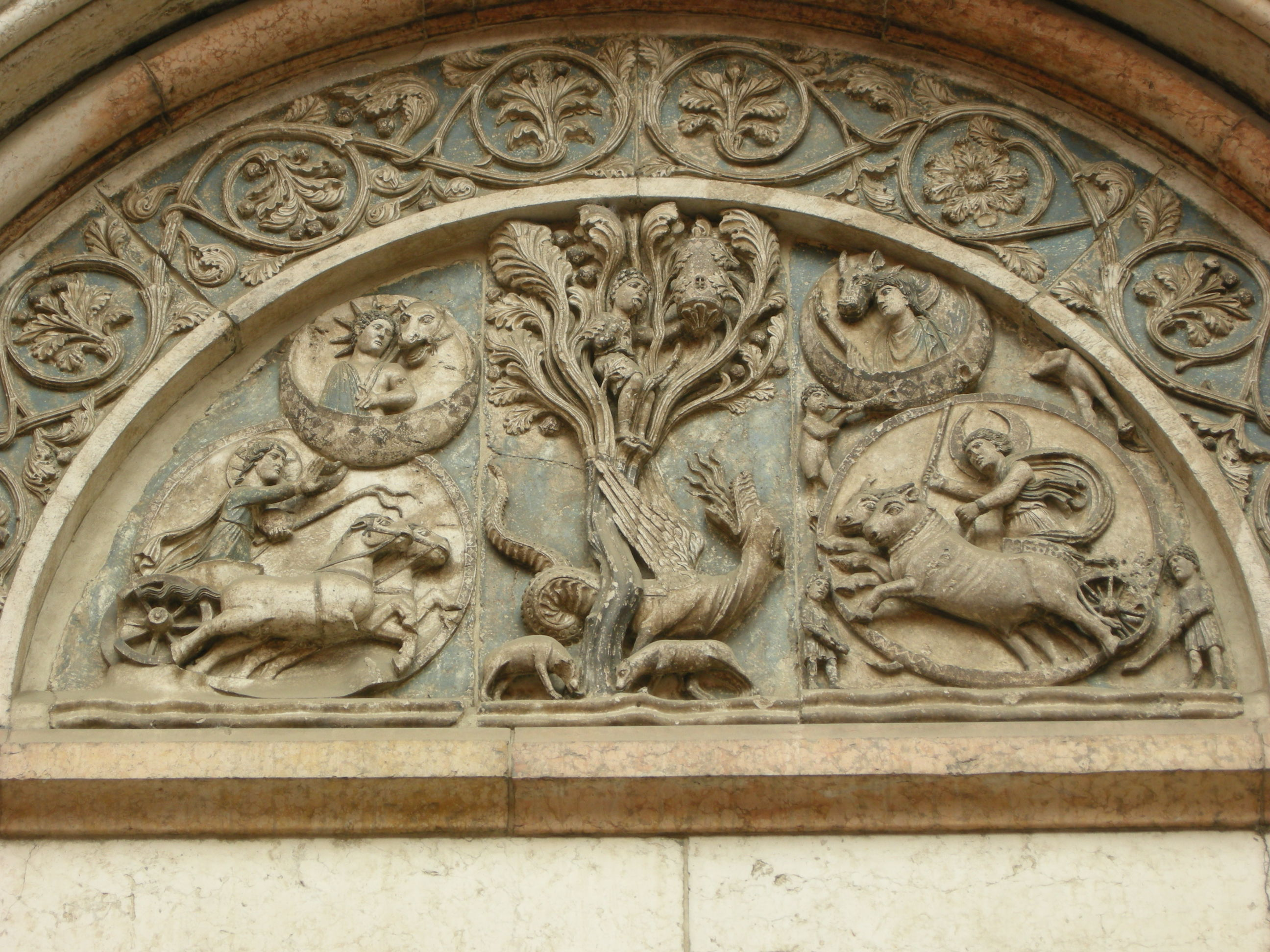
Bức phù điêu mô tả Barlaam và Josaphat tại Đền rửa tội Parma, Italy

Những câu chuyện về Balaam và Giơhôsaphát (hoặc Joasaph) trong văn hóa Cơ đốc giáo được nhiều nhà nghiên cứu cho rằng đã chịu ảnh hưởng từ câu chuyện về Tất-đạt-đa Cồ-đàm, người đã được tôn xưng là Đức Phật. Trong thời Trung Cổ, hai người xem như những vị thánh Cơ đốc, được nhập vào lịch Chính thống giáo Hy Lạp vào ngày 26 tháng 8, và được công nhận là Tử đạo trong Công giáo La Mã với danh hiệu "Balaam và Giơhôsaphát" vào ngày 27 tháng 11. Trong truyền thống Slav của Chính thống giáo Đông phương, hai người được kỷ niệm vào ngày 19 tháng 11 (tương ứng với 2 tháng 12 theo lịch Gregorius).
Những câu chuyện về Balaam và Giơhôsaphát được Kitô giáo hóa đầu tiên được ghi chép trong sử thi Balavariani bằng tiếng Georgia vào khoảng thế kỷ thứ 10. Một tu sĩ người Georgia, Euthymius của Athos, đã dịch những câu chuyện này sang tiếng Hy Lạp, một thời gian trước khi ông bị giết khi đến Constantinopolis vào năm 1028. Một phiên bản dịch từ tiếng Hy Lạp sang tiếng Latin vào năm 1048 và sớm nổi tiếng ở Tây Âu những chuyện về Balaam và Giơhôsaphát. Huyền thoại Hy Lạp về "Balaam và Giơhôsaphát" đôi khi được cho là xuất hiện từ thế kỷ thứ 7 bởi Gioan thành Damascus, tuy nhiên Conybeare cho rằng nó chỉ được chép bởi tu sĩ Gruzia Euthymius trong thế kỷ 11.
Những câu chuyện của Balaam và Giơhôsaphát đã được phổ biến trong thời Trung Cổ, xuất hiện trong các tác phẩm như Truyền thuyết Hoàng Kim, và một cảnh có liên quan đến ba quan tài cuối cùng xuất hiện, qua bản dịch của Caxton bản dịch tiếng Anh của một phiên bản Latin, trong vở kịch của Shakespeare "Người lái buôn thành Venice".
Hai phiên bản tiếng Đức thời Trung kỳ Trung Cổ được xuất bản: một, "Laubacher Balaam", bởi Giám mục Otto II của Freising và một, Balaam und Giơhôsaphát, mang tính lãng mạn hơn, bởi Rudolf von Ems. Phiên bản sau đã được mô tả như "như đóa hoa của văn học, tôn giáo, sự sáng tạo ở Đức thời Trung Cổ" bởi Heinrich Heine.
Những câu chuyện của Giơhôsaphát đã được kể lại như một sự khám phá của tự do tư tưởng và cách tìm kiếm yên bình nội tâm qua phương pháp Thiền trong thế kỷ 17.
Theo truyền thuyết, vua Abenner hoặc Avenier ở Ấn Độ, rất kỳ thị giáo hội Kitô giáo trong vương quốc của mình, được thành lập bởi thánh Tôma Tông đồ. Khi các nhà chiêm tinh dự đoán rằng con trai mình mà một ngày sẽ trở thành một Kitô hữu, Abenner đã cấm vị hoàng tử trẻ Giơhôsaphát liên hệ với bên ngoài. Mặc dù bị cấm cản, Giơhôsaphát vẫn gặp được tu sĩ Balaam và chuyển đổi niềm tin sàn Kitô giáo. Giơhôsaphát giữ niềm tin của mình, ngay cả khi vua cha giận dữ hay thuyết phục. Cuối cùng Abenner cũng thay đổi, nhường lại ngai vàng của mình cho Giơhôsaphát, và đi vào sa mạc để trở thành một ẩn sĩ. Đến lược Giơhôsaphát, về sau cũng thoái vị và đi tu ẩn dật với thầy cũ là Balaam.
Ioasaph (tiếng Georgia Iodasaph, tiếng Ả Rập Yūdhasaf hoặc Būdhasaf) được cho là bắt nguồn từ trong tiếng Phạn Bodhisattva. Từ Phạn được thay đổi thành Bodisav trong văn bản tiếng Ba Tư vào khoản thế kỷ thứ 6 hoặc thứ 7, để biến thành Budhasaf hoặc Yudasaf trong tài liệu Ả Rập vào thế kỷ 8 (ký tự Ả Rập đầu tiên có thể đã bị biến đổi từ "b" ﺑ thành "y" ﻳ bởi sai sót do sao chép trong chữ viết tay). Nó đã trở thành Iodasaph trong tiếng Gruzia vào thế kỷ 10, và được bản địa hóa thành Ioasaph trong tiếng Hy Lạp vào thế kỷ 11, và sau đó là đồng hóa thành Iosaphat/Josaphat trong tiếng Latin.
Mặc dù Balaam và Giơhôsaphát đã không bao giờ chính thức tuyên thánh, nhưng Sổ bộ Các thánh Rôma ghi chép họ như những vị tử đạo (lễ ngày 27 tháng 11) — mặc dù không có trong Sách lễ Rôma (Missale Romanum) — và trong Chính thống giáo Đông phương đưa vào lịch thờ phụng (26 tháng 8, theo truyền thống Hy Lạp / 19 tháng 11 theo truyền thống Nga).
Có một số lượng lớn sách khác nhau trong nhiều ngôn ngữ khác nhau, tất cả đều kể về cuộc đời của Thánh Balaam và Giơhôsaphát ở Ấn Độ. Trong này tiểu sử các vị thánh truyền thống, cuộc đời và giáo huấn của Giơhôsaphát có nhiều điểm tương hợp với cuộc đời của đức Phật. "Không phải đến tận giữa thế kỷ 19, qua Giơhôsaphát, đức Phật đã được tôn kính như một vị thánh Kitô giáo trong khoảng một nghìn năm." Việc xác nhận tác giả của câu chuyện vẫn còn nhiều tranh cãi. Nguồn gốc của những câu chuyện có vẻ là một bản thảo Trung Á trong truyền thống của Mani giáo. Sau đó, câu chuyện mới được dịch sang tiếng Gruzia và tiếng Ả Rập.
Phiên bản nổi tiếng nhất ở châu Âu đến riêng biệt, nhưng không hoàn toàn độc lập, là nguồn viết bằng tiếng Hy Lạp, và tác giả chỉ được biết với tên tu sĩ John. Chi tiết này làm phát sinh truền thống cho rằng tác giả của câu chuyện chính là Gioan thành Damascus, nhưng hầu hết các học giả không còn chấp nhận điều này. Thay vào đó, nhiều bằng chứng chỉ đến Euthymius của Athos, tu sĩ Georgia, người đã chết vào năm 1028.
Các phiên bản hiện đại trong các văn bản Hy Lạp, từ 160 bản thảo sưu tâm (2006), được giới thiệu (tiếng Đức, 2009) được công bố như Volume 6 trong sự nghiệp của John thành Damascene bởi các tu sĩ của Tu viện Scheyern, biên tập bởi Robert Volk. Tên tác giả vẫn được đưa vào như truyền thống, nhưng có đánh dấu "spuria" với người dịch là tu sĩ Georgia Euthymius xứ Hagiorite (ca. 955-1028) vùng núi Athos và không phải John Damascene của tu viện Saint Sabas trong sa mạc Judah.
Trong những bản thảo trong tiếng Anh, hai bản  quan trọng nhất là bản Bảo tàng Anh MS Egerton 876 (cơ bản cho sách của Ikegami) và MS Peterhouse 257 (cơ bản cho sách của Hirsh) tại Đại học Cambridge.
Cuốn sách này có chứa một câu chuyện tương tự như Ba Tráp tìm thấy trong Gesta Romanorum và sau đó trong vở kịch của Shakespeare Người lái buôn thành Venice.
- E. Rehatsek – Sách của Con trai Vua và nhà tu khổ hạnh – bản dịch tiếng Anh (1888) dựa trên bản thảo tiếng Ả Rập Halle
- Gimaret – Le livre de Bilawhar et Budasaf – bản dịch tiếng Pháp của bản thảo Ả Rập Bombay